# Taifa de Silves
La Taifa de Silves fue un pequeño emirato musulmán surgido en Al-Ándalus en 1027 a raíz de la desintegración del Califato de Córdoba y que perduró hasta el año 1063, cuando fue absorbido por la Taifa de Sevilla.
La Taifa de Silves ocupaba el área más occidental de la actual región portuguesa de Algarve, alrededor del Cabo San Vicente y tuvo como centro la ciudad de Silves (Xilb).
En Silves se sucedieron diversos jefes antes de la toma del poder por la familia de los Banu Muzayn, de los que se sucedieron tres emires: Isa II al-Muzáffar (1048–1053), Muhámmad II al-Násir (1053–1058) e Isa III al-Muzáffar (1058–1063), hasta que fue conquistada por Al-Mutádid de Sevilla.

Localización de la Taifa de Silves en el siglo XI

## Segunda taifa

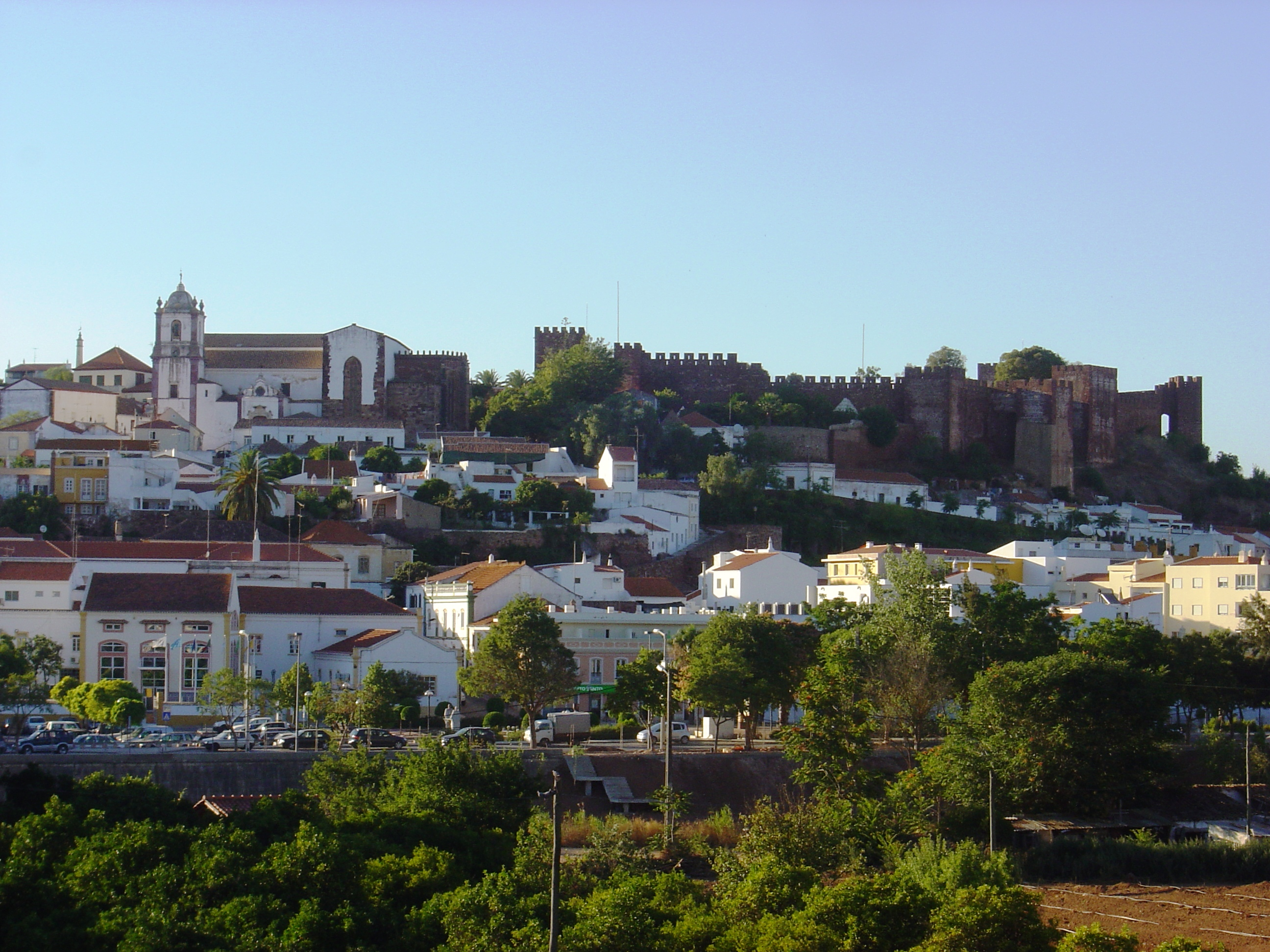
Vista de Silves con su castillo árabe.

Durante el segundo período de taifas, tras la caída del Imperio Almorávide, surgió de nuevo en Silves una efímera taifa independiente que duró de 1145 a 1150, año en que fue conquistada por los almohades.